# Mikkel Kaufmann
Mikkel Kaufmann Sørensen (* 3. Januar 2001 in Hjørring) ist ein dänischer Fußballspieler. Der Stürmer steht seit Sommer 2024 beim 1. FC Heidenheim unter Vertrag.

## Karriere

### Verein
Kaufmann begann mit dem Fußballspielen in seiner Geburtsstadt bei Hjørring IF, bevor er in die U14-Mannschaft des Aalborg BK wechselte. Zur Saison 2017/18 debütierte er für die Reserve, bestritt jedoch weiterhin Einsätze in der U17-Liga, in der er mit 24 Treffern Torschützenkönig wurde.
Am 6. August 2018 (4. Spieltag) gab er sein Debüt in der Superliga, als er beim 1:0-Auswärtssieg gegen den Vendsyssel FF – dieser nimmt mit der Lizenz des Hjørring IF am Spielbetrieb teil – in der 87. Spielminute Wessam Abou Ali eingewechselt wurde. In der Folge kam er in der U19 zum Einsatz. In der Abstiegsrunde der Saison 2018/19 kam er wieder in der ersten Mannschaft zum Einsatz. Am 7. April 2019 (28. Spieltag) erzielte er im Auswärtsspiel gegen den Hobro IK nach seiner Einwechslung in der 95. Spielminute den Ausgleich zum 1:1-Endstand. In dieser Spielzeit kam er in sieben Ligaspielen zum Einsatz, in denen er ein Mal traf. Für die U19 machte er in 17 Spielen 16 Treffer.
In der folgenden Saison 2019/20 gelang ihm der Durchbruch bei Aalborg. Bereits am dritten Spieltag beim 3:1-Heimsieg gegen den Silkeborg IF erzielte er sein erstes Saisontor. Am 27. Oktober 2019 (14. Spieltag) erzielte er beim 3:1-Auswärtssieg gegen Sønderjysk Elitesport zwei Treffer und bereitete das dritte Tor seines Teams vor.
Ende Januar 2020 wechselte er für eine Ablösesumme in Höhe von drei Millionen Euro zum Ligakonkurrenten FC Kopenhagen, wo er ab Juli 2020 einen Fünfjahresvertrag antreten hätte sollen. Nachdem Kopenhagens Stürmer Carlo Holse im selben Transferfenster zu Rosenborg BK verkauft worden war, holte der Verein Kaufmann bereits am 31. Januar zu sich. Am 14. Februar 2020 (21. Spieltag) debütierte er bei der 0:1-Auswärtsniederlage gegen den Esbjerg fB für den FCK, als er in der 70. Spielminute für Guillermo Varela eingewechselt wurde. Sein erstes Tor erzielte er am 7. Juni (26. Spieltag) beim 2:1-Heimsieg gegen den Randers FC. Insgesamt bestritt er in dieser Spielzeit für Aalborg und Kopenhagen 32 Ligaspiele, in denen ihm acht Tore und drei Vorlagen gelangen.
Zur Saison 2021/22 wechselte Kaufmann für ein Jahr auf Leihbasis nach Deutschland in die 2. Bundesliga zum Hamburger SV. Unter dem Cheftrainer Tim Walter konnte er sich im Sturmzentrum nicht gegen Robert Glatzel durchsetzen, der alle 34 Ligaspiele in der Startelf absolvierte und mit 22 Toren der beste Torschütze seiner Mannschaft war. Kaufmann blieb daher über die gesamte Spielzeit nur die Rolle des Reservisten. Im März 2022 war er aus disziplinarischen Gründen kurzzeitig suspendiert. Ab Anfang April 2022 kam der Däne wieder regelmäßig zu Einwechslungen und erzielte am 32. Spieltag sein erstes Tor. Am letzten Spieltag traf Kaufmann beim 3:2-Sieg gegen Hansa Rostock zum zwischenzeitlichen 3:1. Der Sieg war nötig, um auf dem 3. Platz die Relegation zu erreichen. Er beendete die Saison mit 26 Zweitligaeinsätzen, stand 2-mal in der Startelf und erzielte 2 Tore. In der Relegation scheiterte der HSV an Hertha BSC; Kaufmann wurde dabei in beiden Spielen in der Schlussphase eingewechselt. Der HSV entschied sich anschließend gegen eine Weiterbeschäftigung Kaufmanns.
Für die Saison 2022/23 wurde Kaufmann innerhalb der 2. Bundesliga an den Karlsruher SC weiterverliehen. Nachdem er mit 19 Scorerpunkten aus 32 wettbewerbsübergreifenden Pflichtspielen an fast einem Drittel aller Tore des nordbadischen Vereins beteiligt, wurde Kaufmann zur Saison 2023/24 vom Bundesligisten 1. FC Union Berlin fest verpflichtet. Zur Saison 2024/25 wechselte Kaufmann zum Ligakonkurrenten 1. FC Heidenheim. Damit endete seine Zeit in Berlin mit insgesamt 19 wettbewerbsübergreifenden Einsätzen und nur einem einzigen Bundesligator.
Im Januar 2025 wurde er für die Rückrunde erneut an den Zweitligisten Karlsruher SC verliehen.

### Nationalmannschaft
Kaufmann kam von Oktober 2017 bis Mai 2018 in 6 Länderspielen für die dänische U17-Nationalmannschaft zum Einsatz, darunter zweimal bei der U17-Europameisterschaft 2018. Im November 2018 bestritt er zwei Testspiele für die U18, in denen er einmal traf. Von September 2018 bis November 2019 war der Stürmer in der U19-Auswahl aktiv, für die er in 13 Spielen 4 Tore erzielte. Im Herbst 2021 absolvierte Kaufmann dann zwei Partien für die U21-Nationalmannschaft.